# Bonnemaison
 Bonnemaison  es una población y comuna francesa, situada en la región de Baja Normandía, departamento de Calvados, en el distrito de Caen y cantón de Villers-Bocage (Calvados).

## Demografía
| 225 | 208 | 184 | 317 | 331 | 324 |
| Para los censos de 1962 a 1999 la población legal corresponde a la población sin duplicidades (Fuente: INSEE [Consultar]) |     |     |     |     |     |